# Shen Yiqin
En una onomàstica xinesa Shen es el cognom i Yiqin el prenom.
Shen Yiqin (xinès simpificat: 谌贻琴) (Zhijin, 1959) és una política xinesa. Membre del Comitè Permanent del Politburo del 19è Congrès Nacional del Partit Comunista de la Xina. Des de 2023 membre del Consell d'Estat de la República Popular de la Xina. Després de Wan Shaofen i de Sun Chunlun, es la dona que ha ocupat un lloc més alt en l'estructura política xinesa.

## Biografia
Shen Yiqin va néixer el 15 de desembre de 1959 a Zhijin, província de Guizhou. Shen pertany a l'ètnia Bai, un grup minoritari del sud-oest de la Xina.
Durant la Revolució Cultural va ser enviada, com un dels "joves reeducats", durant un any a una zona rural. Llicencida en Història a la Universitat de Guizhou (1978-1982) i amb estudis de postgrau a l'escola del Comitè Central del Partit Comunista de la Xina. (1998-2001). Un cop graduada va treballar uns anys a l'escola del Partit a Guizhou, primer com professora i investigadora (1989-1993) i després com responsable de recursos humans (1993-1995).

## Càrrecs ocupats
Va entrar al Partit Comunista el maig de 1985.
La carrera política de Shen s'ha desenvolupat quasi en la seva totalitat a la província de Guizhou on ha ocupat nombrosos càrrecs acadèmics i polítics, fins a arribar a ser-ne la Governadora A Guizhou va col·laborar amb Li Zhanshu que va ser governador de la província (2010-2012) i un dels polítics de més confiança de Xi Jinping.
A nivell acadèmic el 1998 va ser presidenta de l'escola del Partit i el 1989 vicepresidenta de l'Associació Acadèmica de Ciències Socials de Guizhou.
En l'àmbit polític el 1989 va començar la seva carrera política, inicialment al Comitè Provincial del Partit (1989-1999).Durant un temps (2001-2003) va ocupar un càrrec similar al d'una alcaldessa a la Prefectura Autònoma Buyei i Miao de Qiannan (黔南布依族苗族自治州) una regió autònoma de la província de Guizhou. L'abril de 2007, Shen va entrar com membre del Comitè Permanent del Partit provincial de Guizhou i cap del departament de propaganda (2007-2012). El maig de 2012, va ser nomenada vicegovernadora executiva de Guizhou i el setembre de 2017, va ser nomenana governadora en funcions de Guizhou. El novembre de 2020, Shen va ser nomenada secretari del PCC de Guizhou. El març de 2023 va ser designada membre del Consell d'Estat.